# Index relativní síly
RSI je zkratka pro Relative Strength Index, neboli index relativní síly. Jedná se o jeden z mnoha indikátorů technické analýzy. Řadí se do skupiny oscilátorů, které jsou často nazývány jako tzv. „leading“ indikátory. RSI měří vnitřní sílu akcie a zobrazuje se obvykle v grafu. Hodnota se pohybuje mezi 0 a 100. Pro výpočet RSI se využívá vzorce:
{\displaystyle RSIt_{n}=100-[100/(1+U_{n}/D_{n})]}
kde:
{\displaystyle U_{n}} – průměr čistých růstových zavíracích změn za období délky n
{\displaystyle D_{n}} – průměr čistých poklesových zavíracích změn za období délky n
Je doporučeno používat 14denní rozpětí, 9denní a 26denní RSI jsou ale také poměrně oblíbenými. Čím je časové rozpětí kratší, tím více indikátor kolísá a dává více signálů.

## Použití
Tento indikátor se používá pro identifikaci překoupeného a přeprodaného trhu. Pomáhá také při potvrzení trendu a určení jeho směru. Někdy je RSI vhodné použít pro identifikaci grafických formací, které mohou být díky němu lépe viditelné.

## Interpretace
Překoupený a přeprodaný trh: Důležitými hodnotami jsou 70 a 30 bodů. Pokud se RSI pohybuje nad 70 body, signalizuje to překoupený trh, tedy pravděpodobný budoucí pokles kurzu cenného papíru. Hodnota RSI pod 30 body naopak signalizuje přeprodaný trh a možnost budoucího růstu kurzu cenného papíru.
Potvrzení trendu: Aktuální trend je možné potvrdit pomocí tzv. „Failure swing“. Nákupní signál a potvrzení rostoucího trendu nastává při vytvoření RSI dna pod dolní hranicí 30 bodů, následného vrcholem, vytvořením druhého dna (které je ovšem na vyšší úrovni k předcházejícímu dnu) a následným vytvořením vrcholu na vyšší úrovni vrcholu předcházejícího. Prodejní signál a potvrzení klesajícího trendu nastává přesně v opačném případě, tedy při růstu RSI nad horní hranici, poklesu a vytvoření dna, růstu s vytvořením nižšího vrcholu a poklesu RSI s vytvořením dna na nižší úrovni dna předcházejícího.
Směr cenového pohybu: V případě divergence mezi pohybem RSI a kurzem cenného papíru obvykle dochází k opravení ceny a pokračování pohybu ve směru RSI.

## Příklad
Ve vrchní části grafu se vyskytuje čárový graf kurzu cenného papíru. V dolní části grafu jsou dvě červené horizontální přímky, které značí mezní hodnoty 30 a 70. Červená křivka oscilující většinu času mezi těmito hodnotami je RSI. V říjnu 2008 došlo k prolomení 30bodové hranice, která signalizuje přeprodaný trh a dává nákupní signál. Hodnota 70 byla výrazněji prolomena ke konci srpna 2007. Prolomení signalizuje překoupený trh a je vhodné cenný papír prodat. Failure swing nastává poměrně zřídka kdy. Ve čtvrtém čtvrtletí roku 2008 lze vysledovat možný počátek nákupního „Failure swing“. K divergenci mezi RSI a kurzem cenného papíru došlo na přelomu listopadu a prosince 2007, kdy RSI klesalo a kurz stále stoupal. Následně se cena opravila a pokračovala ve směru RSI.